# جيمس جوردن (ممثل)
جيمس جوردن (بالإنجليزية: James Jordan)‏ هو ممثل أمريكي، ولد في 14 مارس 1979 بهيوستن في الولايات المتحدة.

## أعمال

### أفلام
- (2016) بعض النساء[3]
- (2017) ويند ريفر

## وصلات خارجية
- جيمس جوردن على موقع IMDb (الإنجليزية)
- جيمس جوردن على موقع قاعدة بيانات الفيلم (الإنجليزية)